# Fed Cup 2014
La Fed Cup 2014 è la 52ª edizione del più importante torneo tennistico per nazionali femminili. Il torneo è stato vinto per l'ottava volta dalla Repubblica Ceca (considerando anche i titoli vinti con la Cecoslovacchia).

## Gruppo Mondiale
| Partecipanti | Partecipanti | Partecipanti | Partecipanti |
| Australia    | Rep. Ceca    | Germania     | Italia       |
| Russia       | Slovacchia   | Spagna       | Stati Uniti  |
| ------------ | ------------ | ------------ | ------------ |

### Tabellone
|  | Quarti di finale | Quarti di finale | Quarti di finale |           |           | Semifinali | Semifinali | Semifinali |  |  | Finale | Finale | Finale |  |
|  |                  |                  |                  |           |           |            |            |            |  |  |        |        |        |  |
|  | 1                | Italia           | 3                |           |           |            |            |            |  |  |        |        |        |  |
|  | 1                | Italia           | 3                |           |           |            |            |            |  |  |        |        |        |  |
|  |                  | Stati Uniti      | 1                |           |           |            |            |            |  |  |        |        |        |  |
|  |                  | Stati Uniti      | 1                | Italia    | Italia    | 0          |            |            |  |  |        |        |        |  |
|  |                  |                  |                  | Italia    | Italia    | 0          |            |            |  |  |        |        |        |  |
|  |                  |                  | Rep. Ceca        | Rep. Ceca | 4         |            |            |            |  |  |        |        |        |  |
|  |                  | Spagna           | Rep. Ceca        | Rep. Ceca | 4         | 2          |            |            |  |  |        |        |        |  |
|  |                  |                  |                  |           |           | 2          |            |            |  |  |        |        |        |  |
|  | 3                | Rep. Ceca        | 3                |           |           |            |            |            |  |  |        |        |        |  |
|  | 3                | Rep. Ceca        | 3                |           | Rep. Ceca | Rep. Ceca  | 3          |            |  |  |        |        |        |  |
|  |                  |                  |                  |           |           |            |            |            |  |  |        |        |        |  |
|  |                  |                  | Germania         | Germania  | 1         |            |            |            |  |  |        |        |        |  |
|  | 4                | Slovacchia       | Germania         | Germania  | 1         | 1          |            |            |  |  |        |        |        |  |
|  | 4                | Slovacchia       |                  |           |           |            |            |            |  |  |        |        |        |  |
|  |                  | Germania         | 3                |           |           |            |            |            |  |  |        |        |        |  |
|  |                  | Germania         | 3                | Germania  | Germania  | 3          |            |            |  |  |        |        |        |  |
|  |                  |                  |                  | Germania  | Germania  | 3          |            |            |  |  |        |        |        |  |
|  |                  |                  | Australia        | Australia | 1         |            |            |            |  |  |        |        |        |  |
|  |                  | Australia        | Australia        | Australia | 1         | 4          |            |            |  |  |        |        |        |  |
|  |                  |                  |                  |           |           | 4          |            |            |  |  |        |        |        |  |
|  | 2                | Russia           | 0                |           |           |            |            |            |  |  |        |        |        |  |

Le perdenti del primo turno hanno disputato i play-off con le vincitrici del II Gruppo Mondiale.

## Spareggi Gruppo Mondiale
Le 4 squadre sconfitte nel primo turno del Gruppo Mondiale e le 4 squadre vincitrici del Gruppo Mondiale II partecipano agli Spareggi del Gruppo Mondiale. Le 4 squadre vincenti avranno il diritto a partecipare al Gruppo Mondiale del prossimo anno insieme alle 4 squadre vincitrici del primo turno del Gruppo Mondiale.
data: 19-20 aprile
| Sede                                     | Squadra #1  | Punteggio | Squadra #2 |
| ---------------------------------------- | ----------- | --------- | ---------- |
| Soči, Russia (Terra rossa indoor)        | Russia      | 4-0       | Argentina  |
| Québec, Canada (Cemento indoor)          | Canada      | 3-1       | Slovacchia |
| St. Louis, Stati Uniti (Cemento indoor)  | Stati Uniti | 2-3       | Francia    |
| Barcellona, Spagna (Terra rossa outdoor) | Spagna      | 2-3       | Polonia    |

## Gruppo Mondiale II
data: 8-9 febbraio
| Sede                                          | Squadra #1 | Punteggio | Squadra #2 |
| --------------------------------------------- | ---------- | --------- | ---------- |
| Montréal, Canada (Cemento indoor)             | Canada     | 3-1       | Serbia     |
| Borås, Svezia (Cemento indoor)                | Svezia     | 2-3       | Polonia    |
| Parigi, Francia (Cemento indoor)              | Francia    | 3-2       | Svizzera   |
| Buenos Aires, Argentina (Terra rossa outdoor) | Argentina  | 3-1       | Giappone   |

## Spareggi Gruppo Mondiale II
Le 4 squadre sconfitte nel Gruppo Mondiale II hanno disputato gli spareggi contro le 4 squadre qualificate dai rispettivi gruppi zonali. Le vincitrici saranno incluse nel Gruppo Mondiale II della prossima edizione.
data: 19-20 aprile
| Sede                                                | Squadra #1  | Punteggio | Squadra #2 |
| --------------------------------------------------- | ----------- | --------- | ---------- |
| Bucarest, Romania (Terra rossa outdoor)             | Romania     | 4-1       | Serbia     |
| 's-Hertogenbosch, Paesi Bassi (Terra rossa outdoor) | Paesi Bassi | 3-2       | Giappone   |
| Lidköping, Svezia (Cemento indoor)                  | Svezia      | 4-0       | Thailandia |
| Catanduva, Brasile (Terra rossa outdoor)            | Brasile     | 1-4       | Svizzera   |

## Zona Americana

### Gruppo I
- Impianto: Yacht y Golf Club Paraguayo, Lambaré, Paraguay (Terra rossa)
- Date: 5-8 febbraio

|  |    | Classifica finale |
|  | -- | ----------------- |
|  | 1. | Brasile           |
|  | 2. | Paraguay          |
|  | 3. | Colombia          |
|  | 4. | Messico Venezuela |
|  | 6. | Ecuador Bahamas   |

### Gruppo II
- Impianto: Palmas Athletic Club, Humacao, Porto Rico (Cemento outdoor)
- Date: 7-12 aprile

|  |     | Classifica finale           |
|  | --- | --------------------------- |
|  | 1.  | Bolivia Cile                |
|  | 3.  | Rep. Dominicana Costa Rica  |
|  | 5.  | Porto Rico Perù             |
|  | 7.  | Trinidad e Tobago Guatemala |
|  | 9.  | Bermuda Uruguay             |
|  | 11. | Panama Barbados             |

## Zona Asia/Oceania

### Gruppo I
- Impianto: National Tennis Center, Astana, Kazakistan (Cemento indoor)
- Date: 5-8 febbraio

|  |    | Classifica finale |
|  | -- | ----------------- |
|  | 1. | Thailandia        |
|  | 2. | Uzbekistan        |
|  | 3. | Kazakistan        |
|  | 4. | Cina              |
|  | 5. | Corea del Sud     |
|  | 6. | Taipei cinese     |
|  | 7. | Indonesia         |

### Gruppo II
- Impianto: National Tennis Center, Astana, Kazakistan
- Date: 4-8 febbraio

|  |     | Classifica finale       |
|  | --- | ----------------------- |
|  | 1.  | Hong Kong               |
|  | 2.  | Filippine               |
|  | 3.  | Turkmenistan India      |
|  | 5.  | Nuova Zelanda Singapore |
|  | 7.  | Kirghizistan Malaysia   |
|  | 9.  | Vietnam Sri Lanka       |
|  | 11. | Iran Iraq               |
|  | 13. | Pakistan                |

## Zona Euro-Africana

### Gruppo I
- Impianto: SYMA Rendezvény és kongresszusi központ, Budapest, Ungheria (Cemento indoor)
- Date: 4-9 febbraio

|  |     | Classifica finale     |
|  | --- | --------------------- |
|  | 1.  | Paesi Bassi Romania   |
|  | 3.  | Bielorussia Ucraina   |
|  | 5.  | Belgio Ungheria       |
|  | 7.  | Portogallo Israele    |
|  | 9.  | Croazia Gran Bretagna |
|  | 11. | Turchia Austria       |
|  | 13. | Bulgaria Lettonia     |
|  | 15. | Lussemburgo Slovenia  |

### Gruppo II
- Impianto: Šiaulių Teniso Mokykla, Šiauliai, Lituania (Cemento indoor)
- Date: 16-19 aprile

|  |    | Classifica finale              |
|  | -- | ------------------------------ |
|  | 1. | Liechtenstein Georgia          |
|  | 3. | Bosnia ed Erzegovina Finlandia |
|  | 5. | Sudafrica Egitto               |
|  | 7. | Montenegro Lituania            |

### Gruppo III
- Impianto: Tere Tennisekeskuses, Tallinn, Estonia (Cemento indoor)
- Date: 5-8 febbraio

|  |     | Classifica finale |
|  | --- | ----------------- |
|  | 1.  | Estonia Irlanda   |
|  | 3.  | Danimarca Grecia  |
|  | 5.  | Norvegia Moldavia |
|  | 7.  | Namibia Malta     |
|  | 9.  | Madagascar Cipro  |
|  | 11. | Armenia Islanda   |